# The Woman in 47
The Woman in 47 è un film muto del 1916 diretto da George Irving che ha come protagonista Alice Brady.

## Produzione
Il film fu prodotto dalla Frohman Amusement Corp.

## Distribuzione
Il copyright del film, richiesto dalla Equitable Motion Pictures Corp., fu registrato il 27 gennaio 1916 con il numero LU7557.
Distribuito dalla Equitable Motion Pictures Corp. attraverso la World Film, il film uscì nelle sale cinematografiche statunitensi il 7 febbraio 1916.